# Fetishism wam

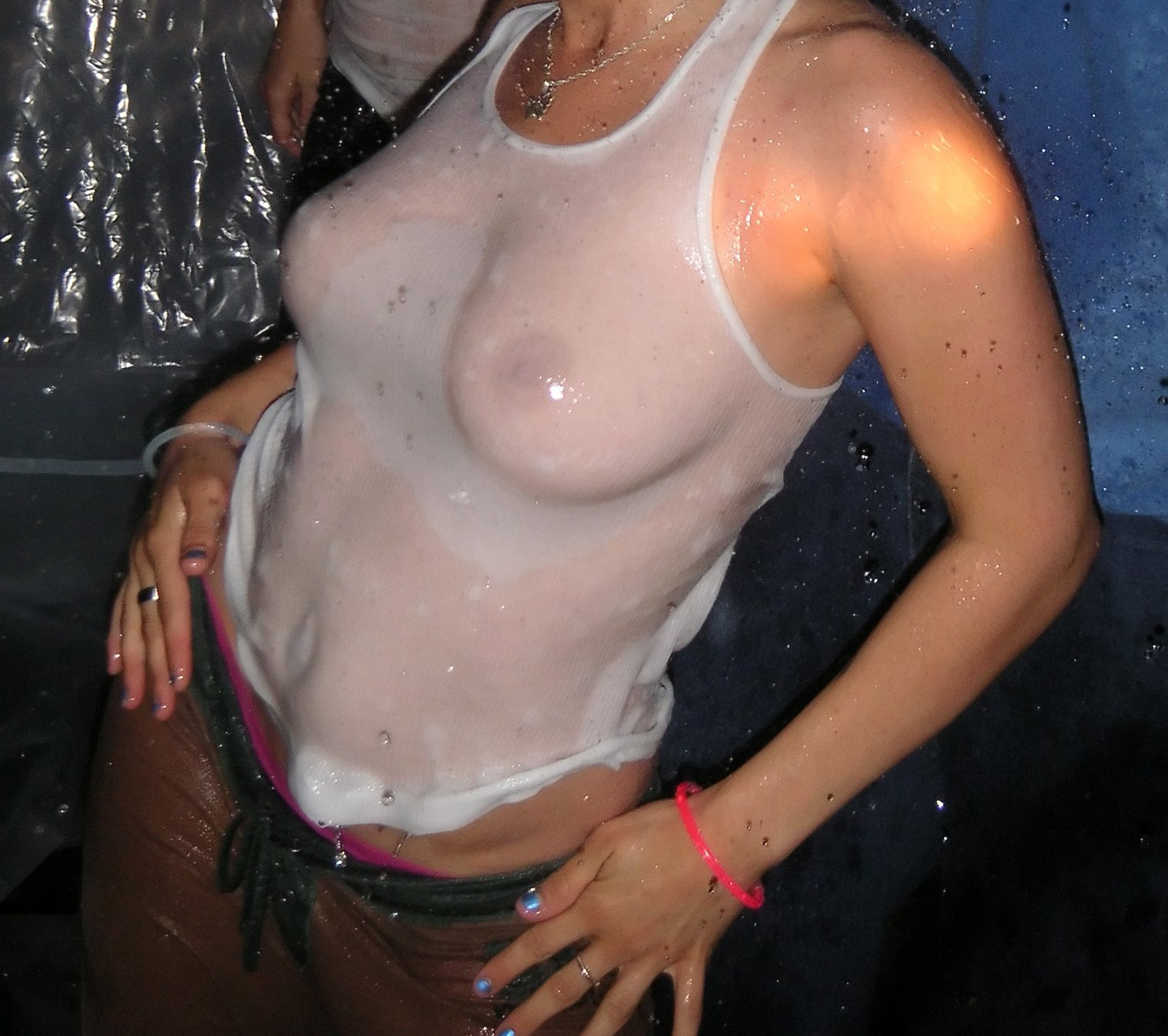
Blöt kvinna

Fetishism wam (en. wet and messy) är en typ av sexuell fetischism som gör att individen reagerar sexuellt på en person som är våt eller nedkladdad. Den våta eller kladdiga substansen kan vara applicerad på en persons kläder eller direkt på naken hud. Våta substanser är ofta vatten men kan även vara andra vätskor som juice eller mjölk. Kladdiga substanser kan exempelvis vara lera, raklödder, chokladpudding, chokladsås, slime eller olja.
De våta och kladdiga substanserna kan inte vara olika kroppsvätskor som urin, avföring och sperma utan detta är helt egna fetischer. Se urofili, koprofili och bukkake.

## Fyra vanliga varianter
- Kladdig, vanligen maträtter.
- Våt, blöta kläder i vatten, även kallat wetlook.
- Lera, någon leker eller gyttjebrottning.
- Dykning, att vara under vatten med kläderna på. Inkluderar bilder på personer som badar fullt påklädda, har sex i vatten och är fullt påklädda, och personer med tighta våtdräkter.